# Perditini
Perditini is een tribus van bijen binnen de familie Andrenidae. Het omvat de geslachten Macrotera en Perdita.